# Petrovsk-Zabaïkalski
Petrovsk-Zabaïkalski (en russe : Петровск-Забайкальский) est une ville du kraï de Transbaïkalie, en Russie, et le centre administratif du raïon de Petrovsk-Zabaïkalski. Sa population s'élève à 15 880 habitants en 2019.

## Géographie
Petrovsk-Zabaïkalski se trouve sur la rivière Baliaga, à 107 km au sud-est d'Oulan-Oude, à 333 km au sud-ouest de Tchita et à 4 531 km à l'est de Moscou.

## Histoire
Avant les expéditions d'exploration menées par les Cosaques, au XVIIe siècle, le site de l'actuelle Petrovsk-Zabaïkalski était un carrefour de routes utilisées par les tribus nomades bouriates. En 1789, l'impératrice Catherine la Grande fit construire une usine sidérurgique pour exploiter les gisements de minerai de fer de la région. L'usine fut appelée Petrovski Zavod, ou Usine de Pierre, en hommage au tsar Pierre le Grand. La ville se développa autour de l'usine, et porta elle-même le nom de Petrovski Zavod.
De 1830 à 1839, le hameau fut un centre de détention pour 71 décabristes, accompagnés par dix de leurs épouses qui partagèrent leur exil. La maison de la princesse Catherine Troubetskoï, épouse de Sergueï Troubetskoï, a été restaurée et transformée en un musée ouvert le 10 octobre 1980. Le quartier historique de Petrovsk-Zabaïkalski possède divers témoignages du passage des décabristes, comme la chapelle funéraire de l'épouse de Mouraviev, la tombe de la femme de Troubetskoï, etc.
En 1940, une nouvelle fonderie fut construite, qui fut pendant longtemps l'une des principales usines de la région. La ville possède également une verrerie, une scierie et des usines de produits alimentaires.

## Population
La population de Petrovsk-Zabaïkalski a connu une diminution significative au cours des années 1990 en raison d'une situation économique et sociale très difficile. Un tiers de la population est parti pour d'autres villes de la région. La situation démographique de la ville s'est également dégradée. En 2001, le solde naturel accusait un déficit de 12,3 pour mille avec un taux de natalité de 10,3 pour mille et un taux de mortalité de 22,6 pour mille.
Recensements (*) ou estimations de la population
| 1931   | 1939*  | 1959*  | 1970*  | 1979*  | 1989*  | 2002*  | 2010*  |
| ------ | ------ | ------ | ------ | ------ | ------ | ------ | ------ |
| 10 200 | 21 011 | 29 795 | 28 313 | 30 945 | 28 291 | 21 164 | 18 549 |

| 2012   | 2013   | 2014   | 2015   | 2016   | 2017   | 2018   | 2019   |
| ------ | ------ | ------ | ------ | ------ | ------ | ------ | ------ |
| 18 090 | 17 840 | 17 486 | 17 144 | 16 803 | 16 524 | 16 213 | 15 880 |

## Transport
Petrovsk-Zabaïkalski est un arrêt sur le chemin de fer Transsibérien — gare « Petrovski Zavod » — au kilomètre 5784. Elle est traversée par la route M55 Irkoutsk-Tchita.